# 近抱茎虎耳草
近抱茎虎耳草（学名：Saxifraga subamplexicaulis）为虎耳草科虎耳草属下的一个种。

## 扩展阅读
維基物種上的相關：近抱茎虎耳草